# Uzès
Uzès là một xã trong vùng Occitanie, thuộc tỉnh Gard, quận Nîmes, tổng Uzès. Tọa độ địa lý của xã là 44° 00' vĩ độ bắc, 04° 25' kinh độ đông. Uzès nằm trên độ cao trung bình là 167 mét trên mực nước biển, có điểm thấp nhất là 49 mét và điểm cao nhất là 274 mét. Xã có diện tích 25,41 km², dân số vào thời điểm 1999 là 8007 người; mật độ dân số là 315 người/km².

## Thông tin nhân khẩu
| 1962  | 1968  | 1975  | 1982  | 1990  | 1999  |
| ----- | ----- | ----- | ----- | ----- | ----- |
| 5 649 | 6 851 | 7 078 | 7 525 | 7 649 | 8 007 |

## Nhân vật nổi tiếng
- François-Paul Brueys d'Aigalliers, đô đốc

## Địa điểm tham quan
- Dinh thự công tước
- Nhà thờ lớn St Theodorit